# Algernon Greville (2e baron Greville)
Algernon William Fulke Greville, 2e baron Greville (11 février 1841 - 2 décembre 1909), est un homme politique britannique.

## Jeunesse
Il est l'aîné des cinq fils de Fulke Greville-Nugent (1er baron Greville) et de son épouse Lady Rosa Nugent . Ses frères sont Hon. George Greville-Nugent (qui épouse Cecil Aitcheson Hankey, une fille du lieutenant-général Henry Aitchison Hankey), Robert Southwell Greville-Nugent (décédé célibataire), Reginald Greville-Nugent (qui épouse Louisa Maud Buller-Yarde-Buller, sœur de John Yarde-Buller (1er baron Churston) et fille de Francis Buller-Yarde-Buller, 2e baronnet), et Patrick Greville-Nugent, de Clonyn Castle, le haut shérif de Westmeath (qui épouse Ermengarde Ogilvy). Sa sœur est Mildred Charlotte Greville-Nugent, qui épouse Alexis Huchet, marquis de la Bedoyére.
Sa mère est la seule fille et héritière de George Nugent (1er marquis de Westmeath) et de sa première épouse, Emily Cecil (deuxième fille de James Cecil (1er marquis de Salisbury)). Ses grands-parents paternels sont Algernon Greville, de North Lodge à Hertford et Caroline Graham (fille de Bellingham Graham, 6e baronnet).

## Carrière
En 1859, il achète une commission en tant que cornet et sous-lieutenant dans le 1er régiment des Life Guards, prenant sa retraite comme capitaine en 1868.
Il entre à la Chambre des communes en tant que libéral en 1865 pour Westmeath, qu'il représente jusqu'en 1874. Il est nommé Groom-in-Wainting la reine Victoria en 1869, démissionnant en 1873. De 1873 à 1874, il est Lords du Trésor dans le gouvernement de Gladstone.
Lui et son père ont adopté le nom de famille de Greville-Nugent en 1866. Le 15 décembre 1869, son père est créé baron Greville, de Clonyn dans le comté de Westmeath. Greville-Nugent succède à son père en 1883 et reprend seul le nom de famille de Greville.

## Vie privée
Le 16 décembre 1863, il épouse Beatrice Violet Graham. Ses grands-parents maternels sont James Graham (4e duc de Montrose) et Caroline Agnes Horsley-Beresford (troisième fille de John Horsley-Beresford, 2e baron Decies). Ensemble, ils ont quatre enfants: 

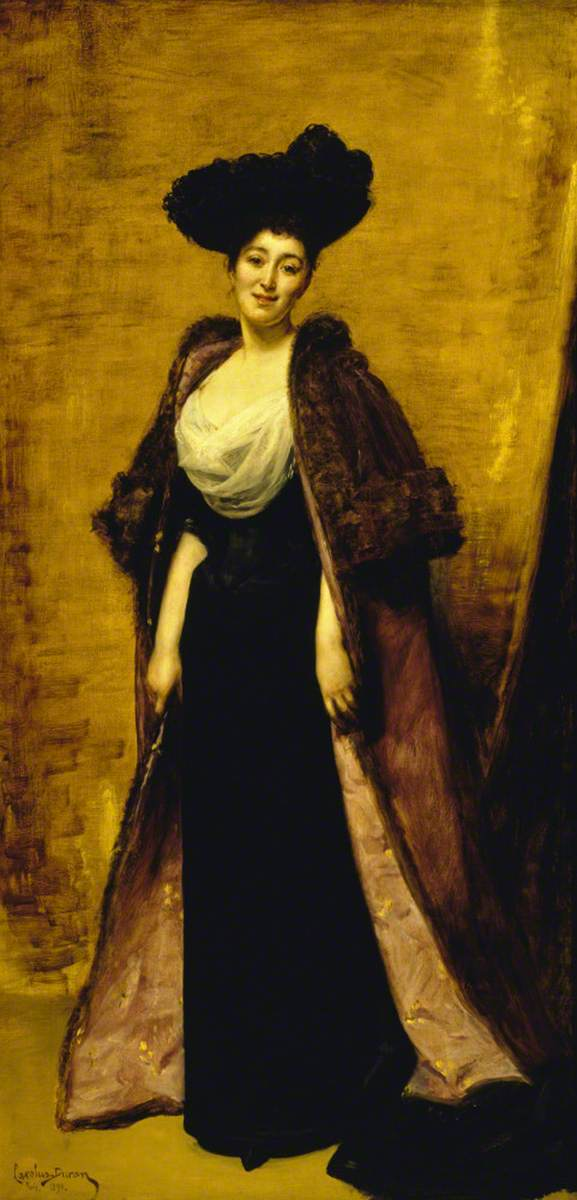
Margaret (Anderson) (1863–1942), sa belle-fille
Carolus-Duran, 1891
National trust, Polesden Lacey

- Ronald Greville (en) (1864-1908), qui épouse Margaret Helen Anderson, fille unique et héritière de William McEwan (en)[3]
- Charles Greville (3e baron Greville) (1871-1952), qui épouse l'héritière américaine Olive Grace Kerr[4].
- Camilla Dagmar Violet Greville (1866-1938), qui épouse Alistair George Hay, fils du comte de Kinnoull, le 21 janvier 1890. Ils divorcent en 1908
- Lilian Véronique Greville (1869–1956), qui épouse Herbert Victor Creer en 1907[5]

Son fils aîné, Ronald, est décédé sans descendance en 1908, et son deuxième fils Charles lui succède à sa propre mort en 1909,.